# Худишка
Худишка (рос. Худышка) — присілок у Киштовському районі Новосибірської області Російської Федерації.
Входить до складу муніципального утворення Верх-Майзаська сільрада. Населення становить 6 осіб (2010).

## Історія
Згідно із законом від 2 червня 2004 року органом місцевого самоврядування є Верх-Майзаська сільрада.

## Населення
| 2002 | 2007 | 2010 |
| ---- | ---- | ---- |
| 17   | ↘13  | ↘6   |